# مورداکویل، کبک
مورداکویل (به فرانسوی: Murdochville) شهرکی در منطقه شهری لا کوت-دو-گاسپه ناحیه گاسپزی-ایل-دو-لا-مادلن در استان کبک کانادا است. در سرشماری سال ۲۰۱۱ این شهرک ۸۰۲ نفر جمعیت داشته‌است و مساحت آن ۶۴٫۶۸ کیلومتر مربع است.